# Горобець Степан Христофорович
Степа́н Христофо́рович Горобе́ць (нар. 8 лютого 1913 — пом. 8 лютого 1942) — радянський військовик часів Другої світовой війни, командир танку 1-го танкового батальйону 21-ї окремої танкової бригади Калінінського фронту, молодший лейтенант. Герой Радянського Союзу (1942).

## Життєпис
Народився 8 лютого (за іншими даними — 30 березня) 1913 року в селі Долинському, нині Олексадрійського району Кіровоградської області, в селянській родині. Українець. Після закінчення школи в рідному селі переїхав до Дніпродзержинська Дніпропетровської області. Працював машиністом газодувної турбіни на азотно-туковому заводі.
До лав РСЧА призваний у 1941 році Дніпродзержинським РВК. На фронтах німецько-радянської війни з вересня 1941 року. Воював на Калінінському фронті командиром танка Т-34-57 з бортовим номером «3» й екіпажем у складі: механік-водій — старший сержант Литовченко В. І., баштовий — сержант Коломієць Г. І., стрілець-радист — рядовий Пастушин І. І.

### Рейд у Калінін
17 жовтня 1941 року 21-ша окрема танкова бригада отримала бойове завдання: здійснити глибокий рейд за маршрутом Велике Селище — Лебедєво, розгромити супротивника в Кривцово, Никуліно, Мамуліно, оволодіти містом Калінін, звільнивши його від німців, і з'єднатися з радянською обороною на Московському шосе. В авангарді колони 1-го танкового батальйону під командуванням Героя Радянського Союзу капітана Михайла Агібалова, що вийшов на Волоколамське шосе, йшли танки командира взводу Киреєва і старшого сержанта Горобця. На шосе танки наздоганяють колону ворожої бронетехніки і автомашин з мотопіхотою. Розгорнувши гармати, німці відкрили вогонь по радянських танках, машина Киреєва була підбита. Натомість танк Горобця, вирвавшись вперед, гусеницями прасує німецьку танкову батарею й, не зменшуючи швидкості, вривається до села Єфремове, де вступає в бій з іншими силами німецької колони. Обстрілявши німецькі танки, знищивши з вантажівки і частину піхоти супротивника, екіпаж старшого сержанта Горобця проривається через село в напрямку Калініна. Через пошкодження антенни екіпаж втратив зв'язок з батальйоном і не знав, що колона батальйону потрапила під бомбардування ворожої авіації, втратила кілька машин і командир зупинив рух колони. Відірвавшись від основних сил, танк Горобця продовжував рухатись у напрямку на Калінін, дорогою нагнавши і знищивши колону ворожих мотоциклістів. При виїзді з села Лебедєво, ліворуч від шосе танкісти помічають німецький аеродром і нападають на нього. Внаслідок атаки було знищено 2 бомбардувальники Ю-87 і цистерна з паливом. Уникаючи вогня ворожих зеніток і зрозумівши, що залишився один, Степан Горобець приймає рішення самотужки прориватись на Калінін. Розгромивши дорогою ще одну автоколону супротивника, радянський танк вривається до міста вогнем гармати і кулемета знищуючи на своєму шляху війському техніку і живу силу супротивника. Від пострілу німецької протитанкової гармати в танку починаєть пожежа, яку вдається ліквідувати, проте танкову гармату заклинило й стрільба виявилась неможливою. Діючи лише кулеметом і гусеницями, танкіти вщент розтрощують німецьку автоколону, а потім таранять німецького танка. Вирвавшись із міста, танк проходить до Московського шосе, де виходить на позиції 5-ї стрілецької дивізії. За цей рейд командувач 30-ю армією генерал-майор Василь Хоменко, не очікуючи нагородних документів, зняв зі свого кітеля і вручив старшому сержанту Горобцю свій орден Червоного Прапора.

### Останній бій
8 лютого 1942 року, діючи спільно з 46-м мотоциклетним полком, в районі села Петєліно Ржевського району Калінінської області екіпаж танка Т-34 під командуванням молодшого лейтенанта С. Х. Горобця розчавив 3 протитанкових гармати, 12 мінометних і 22 кулеметні точки, знищив 15 ворожих бліндажів, близько 70 солдатів і офіцерів супротивника. Загинув у цьому бою.
Похований у селі Бєлі Старицького раойну Тверської області. Згодом був перепохований у братській могилі в селі Братково того ж району.

## Нагороди
Указом Президії Верховної Ради СРСР від 5 травня 1942 року за зразкове виконання бойових завдань командування на фронті боротьби з німецько-фашистськими загарбниками та виявлені при цьому відвагу і героїзм, молодшому лейтенантові Горобцю Степану Христофоровичу присвоєне звання Героя Радянського Союзу (посмертно).
Також був нагороджений орденами Леніна і Червоного Прапора.

## Пам'ять
Ім'ям Степана Горобця названо вулиці в рідному селі та в місті Дніпродзержинську.
На будівлі цеху виробничого об'єднання «ДніпроАзот» в Дніпродзержинську встановлена меморіальна дошка.